# カルメン'77
「カルメン'77」（カルメンななじゅうなな）は、1977年3月にビクター音楽産業（現：JVCケンウッド・ビクターエンタテインメント）から発売された日本のアイドルグループ・ピンク・レディーの3枚目のシングルである。売上枚数は約66万枚（オリコン）、110万枚（ビクター）。
シングルの初回プレス枚数は20万枚。

## 収録曲
1. カルメン'77
  - 作詞：阿久悠／作曲・編曲：都倉俊一
2. パイプの怪人
  - 作詞：阿久悠／作曲・編曲：都倉俊一

## 「カルメン'77」をカバーしたアーティスト
- SPEED（1997年、阿久悠トリビュートアルバム『VELFARRE J-POP NIGHT presents DANCE with YOU』に収録）
- レッド・ペッパー・ガールズ （2008年）
- 久宝留理子&杏子（ex.バービーボーイズ）（2009年、阿久悠トリビュートアルバム『Bad Friends』に収録）

## 起用
2005年にはキリンビバレッジ『上海冷茶』のCMで替え歌として起用された。